# Колоніальна політика Австро-Угорщини

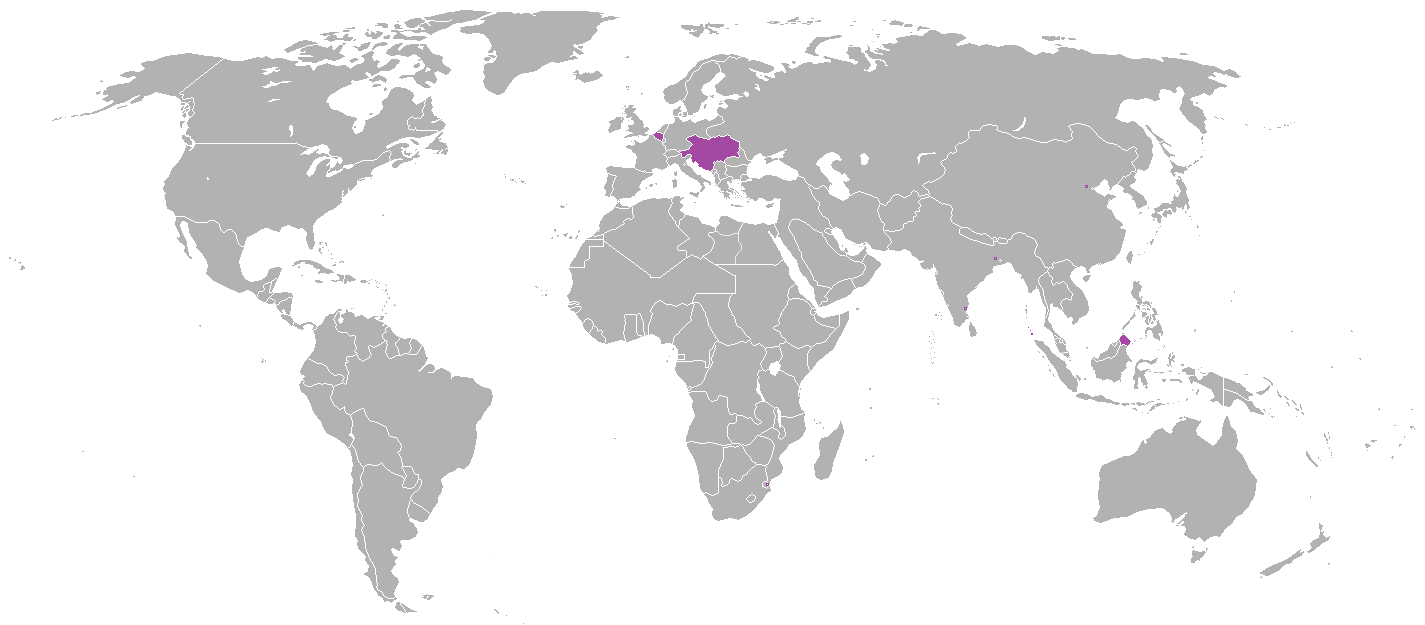
Карта, що показує місця, які в різні часи були австрійськими або австро-угорськими колоніями та поступками.

З 17 по 19 століття монархія Габсбургів, Австрійська імперія та Австро-Угорська імперія спромоглися на кілька незначних та короткочасних спроб розширити колоніальну торгівлю шляхом придбання факторій. Усі спроби були невдалими через міжнародний тиск або відсутність інтересу імператорського уряду та протидію високопосадовців угорців.
Однак протягом короткого періоду австрійський правитель таки правив Іспанією, яка дійсно мала велику колоніальну імперію

## Остендська Ост-Індська компанія

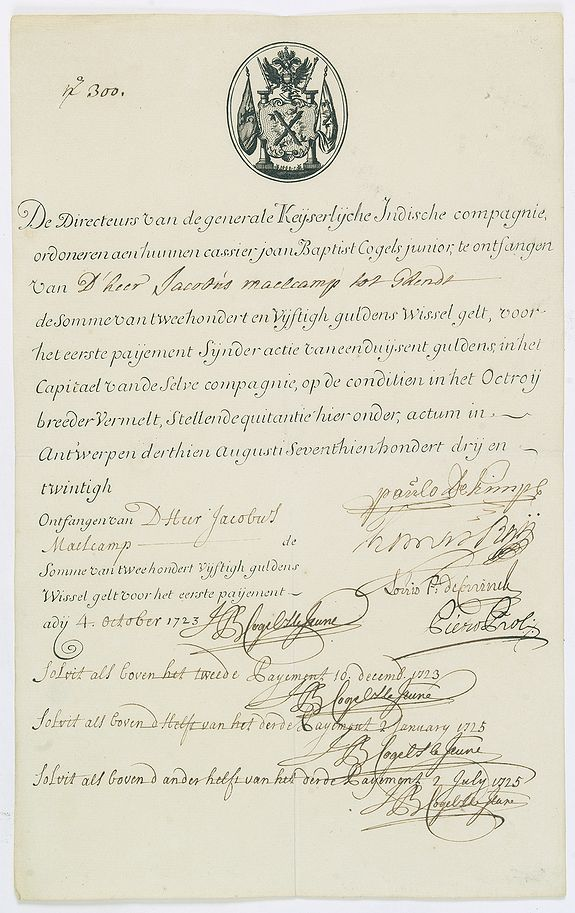
Акція No 4527 Остендської Ост-Індської компанії

Вперше, хоч і опосередковано, Австро-Угорщина долучилася до колоніальної торгівлі у 1715 році, коли було засновано Остендську Ост-Індську компанію яка була приватною та базувалася в Південних Нідерландах на території сучасної фламандської Бельгії. Єдиним зв'язком з Австрією було те, що імператор Карл VI контролював і Південні Нідерланди, і Австрію. Імператор надав компанії 6 мільйонів гульденів перетворивши її в державно-приватну монополію з капіталом в 6000 акцій по 1000 гульденів кожна. Завдяки швидкості торгових кораблів компанії вона за кілька років стала однією з найбільших торгових фірм на Сході та в Кантоні . До 1720 року компанія перевозила 7 мільйонів фунтів чаю, що складало близько 41,78 % від всього обігу чаю в порту Кантон .
Приватну компанію «Остенде» започаткували два фламандських комерсанти Паулу Клутс та Жакомо де Пре, які створили торгову спілку з двома голландськими купецькими домами Де Брюйне і Гелханд; Їм також вдалося залучити до інвестицій в компанію два лондонських торгових дома Хемблі та Трехі та французького пекаря Антуана Крозата. Після семи років прибуткових починань та багатьох сутичок між іншими купцями в Антверпені та Генті нарешті, на їхнє клопотання, Карл VI погодився надати компанії офіційний статус.
У 1715 р. Компанія Остенде придбала торгові патенти в портах Мокка, Сурат та Кантон . У 1723 році купці компанії отримали торгові порти в прибуткових гаванях Банкібазар і Кабелон . Спочатку торгові стосунки в Моцці були успішними, але через трощу Мохамана, торговельного судна, яке вирушило до Червоного моря в 1720 р., та захоплення іншого судна берберійськими піратами в 1723 р.,торгівельна місія в Моцці врешті зазнала важких втрат. Однак порти Сурат і Кантон продовжували приносити значні прибутки. Весь прибуток надходив до Бельгії, втім як до Австрії нічого не доходило.
Компанія стала такою загрозою для британських, голландських, португальських та французьких інтересів, що коли імператор Карл VI проголосив Прагматичну санкцію в 1713 році, їй було відмовлено у міжнародному визнанні на підставі успіху компанії Остенде в Ост-Індії . Цей міжнародний політичний тиск спинив надзвичайне зростання компанії, і в 1727 році статут був призупинений, що призвело до того, що компанія була розпущена до 1732 року.
Після відкликання імперським урядом статуту компанії Остенде Великі держави прийняли Прагматичну санкцію. Ліквідація компанії також дозволило австрійцям підписати Віденський договір (1731) з англійцями; який об'єднав обидві сили в англо-австрійському союзі .

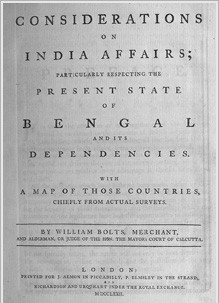
Книга Болтса під назвою Міркування з питань Індії: Особливо стосовно сучасного стану Бенгалії та її залежних територій... "

## Колонія в затоці Делагоа
У 1776 р. вигнаний британський торговий чиновник полковник Вільям Болтс звернувся до австрійського імператорського суду з проханням заснувати торгову компанію для вивчення можливих шляхів в Африці, Індії та Китаї. Імператриця Марія Терезія зацікавилася пропозицією і надала дозвіл на створення Австрійської азійської компанії в Трієсті, головою якої став Болтс. Раніше полковник Болтс перебував на службі британської Ост-Індської компанії і вже був компетентним у сфері торгівлі з колоніями. Болтс також чув, що ця територія є можливим місцем видобутку золота.

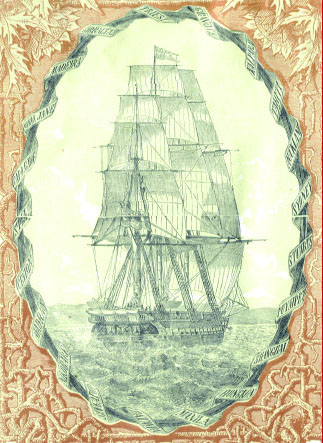
SMS Novara в експедиції 1857—1859.

Вирушивши з Фландрії в 1778 році, Болтс та його австрійсько-італійська команда прибула до затоки Делагоа. Потім Болти уклали договори з місцевими ватажками Мабуду, які населяли навколишні території. Був побудований торговий пункт (факторія), який швидко почав процвітати під владою Австрії. Незабаром Болт вирушив в плавання, щоб просувати інтереси Австрії в Індії. Через два роки факторія, до складу якої входили 155 чоловіків і кілька жінок, торгувала слоновою кісткою, а прибуток сягав 75000 фунтів на рік.
Присутність Австрії в бухті Делагоа призвела до різкого здешевлення слонової кістки. Це відбулося завдяки збільшенню австрійської частки, яка перевищила португальський видобуток на острові Мозамбік . На жаль для австрійців, в порту почалася епідемія малярії в 1781 році, з чого успішно скористалися португальці і зрештою витіснили австрійських колоністів.

## Багаторазові спроби на Нікобарських островах

### Перша спроба
Після невдачі в Делагоа , Болт спрямував зусилля на Нікобарські острови. Ця місія була частиною його колоніальних підприємств в Індії; а в 1778 році Готфрід Шталь та його екіпаж прибули на кораблі « Йозеф і Терезія». Шталь особисто привітав тубільців і уклав контракт з місцевими мешканцями, за яким всі двадцять чотири острови мали бути передані австрійцям. Зусилля колонізації просувалися з успіхом, поки Шталь, якого Болтс призначив головою колонії, не помер у 1783 році. Колоністам забракло мужності продовжувати справу і острови були покинуті в 1785 році.

### Друга спроба та експедиція
Сімдесят три роки потому, в 1858 році, SMS Novara, який тоді перебував у навколосвітньому плаванні, вирішив завітати до Нікобарів SMS Novara висадився на Кар-Нікобарі, найпівнічнішому острові. Метою візиту було сприяти науковим дослідженням та пошук можливих колоній. Керівник групи Карл фон Шерцер наново реколонізував острів. Потім австрійські вчені та археологи дослідили острови Нанкоурі та Каморта та зібрали понад 400 артефактів місцевого походження. Але австрійський уряд ухвалив рішення всупереч рекомендацій фон Шерцера і відмовився від усіх потенційних можливостей.

### Третя спроба
У 1886 році австрійці влаштували ще одну спробу колонізації. Але коли екіпаж на корветі SMS Aurora прибув на острів Нанкоурі, вони з подивом виявили, що всі острови були колонізовані британцями кількома роками раніше. У 1868 році британці викупили претензії на Нікобарські острови у Данії і влаштували на островах в'язницю. Це поклало край подальшим спробам колонізації з боку австрійців.

## Дослідження землі Франца-Йосипа

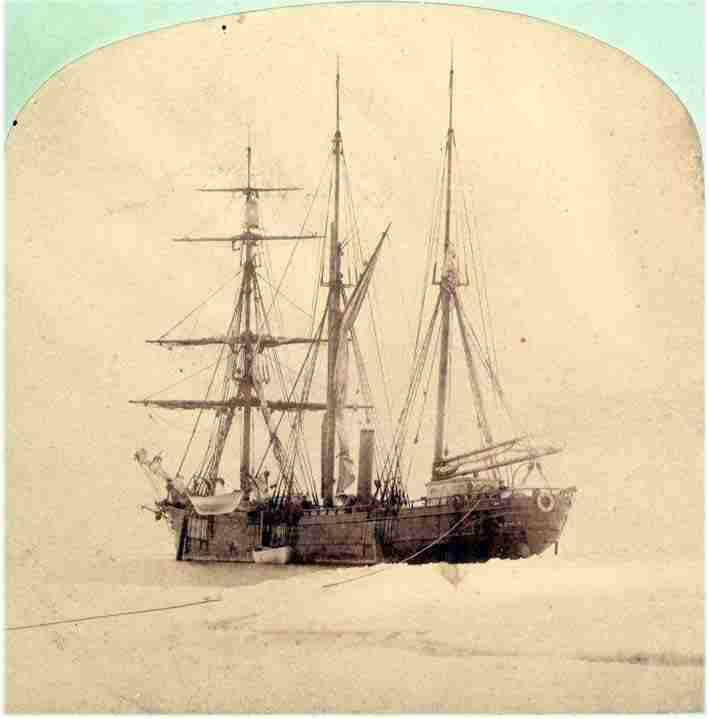
Фотографія Тегеттофа, що затиснутого у льодяному полоні.

У 1873 році австрійська експедиція, за словами її керівника Юлія фон Пайера, була відряджена на Північний полюс із завданням знайти Північно-Східний прохід . Експедиція фактично опинилася поблизу архіпелагу Нова Земля, найсхіднішої точки Європи . Карл Вейпрехт, інший керівник експедиції, заявив, що другим передбачуваним пунктом призначення після Північно-Східного проходу був Північний полюс.
Вартість подорожі, за оцінками, становила приблизно 175 000 флоринів . Проект просували та фінансово підтримували кілька австрійських та угорських дворян, серед яких були граф Йоганн Непомук Вільчек та граф Оден Зічі . Головний корабель був названий на честь адмірала Вільгельма фон Тегеттофа . Tegetthoff важив 220 тонн, довжиною 125,78 футів (38,34 м) і мав паровий двигун у 100 кінських сил (75 кВт) .
Тегеттофф вийшов з порту в Тромсе, Норвегія, у липні 1872 року. Незабаром після прибуття за Полярне коло, Тегеттофф був затиснутий льодами і дрейфував до кінця своєї подорожі. Дрейфуючи в крижаних водах, дослідники виявили архіпелаг і вирішили назвати його на честь нинішнього імператора Франца Йосифа . Пізніше екіпаж зміг причалити і здійснив кілька подорожей на санях по острівам.
Через два роки, у травні 1874 року, капітан Вейпрехт вирішив відмовитись від затиснутого Тегеттофа розраховуючи, що екіпаж може повернутися на материк на санях та човнах. 14 серпня експедиція вийшла у відкрите море . Потім експедиція прибула до Нової Землі, де їх врятувало російське рибальське судно. Екіпаж був висаджений у Вардо, Норвегія.

## Берлінська конференція 1884–85

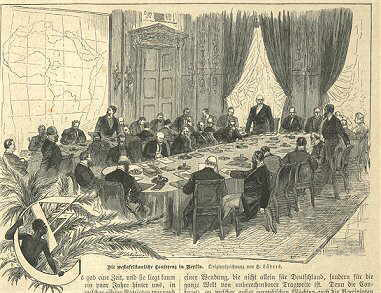
Берлінська конференція 1884 р

Берлінська конференція була проведена з метою врегулювання питань африканської колонізації, особливо щодо території Конго та Західної Африки. Австро-Угорщина була запрошена на Конференцію лише через статус Великої Держави . Хоча Австрія не подавала клопотання про будь-які постійні колонії чи договірні порти, вона набула деяких опосередкованих преференцій. Емеріх Шечені фон Сарварі Фельсо-Відек, виконуючи обов'язки одного з головуючих на Конференції, зміг забезпечити собі привілей на безкоштовне причалювання у всіх європейських африканських портах, крім Британської Південної Африки, Італійського Сомалі та французького Мадагаскару . Крім того, Австро-Угорщина змогла підписати торгові угоди, на постачання товарів з африканських колоній з кількома іншими державами.

## Колоніальні можливості 19 століття

### Ріо-де-Оро
Після приниження в іспано-американській війні Іспанія побажала позбутися своїх колоній, і іспанські дипломати звернулися до Австро-Угорського колоніального товариства щодо можливої купівлі торгового порту Ріо-де-Оро . Віце-президент товариства Ернст Вайсль уклав таємну угоду з Агенором Голуховським, міністром закордонних справ Австрії. Пізніше Голуховський переконав Австрійську імператорську раду, а імператор Франц Йосип відверто підтримав угоду. Був складений договір про придбання та передачу права власності Австро-Угорщині. Однак Угорська Палата Магнатів заблокувала колоніальні угоди напередодні їхнього укладання.

## Порт Тяньцзінь

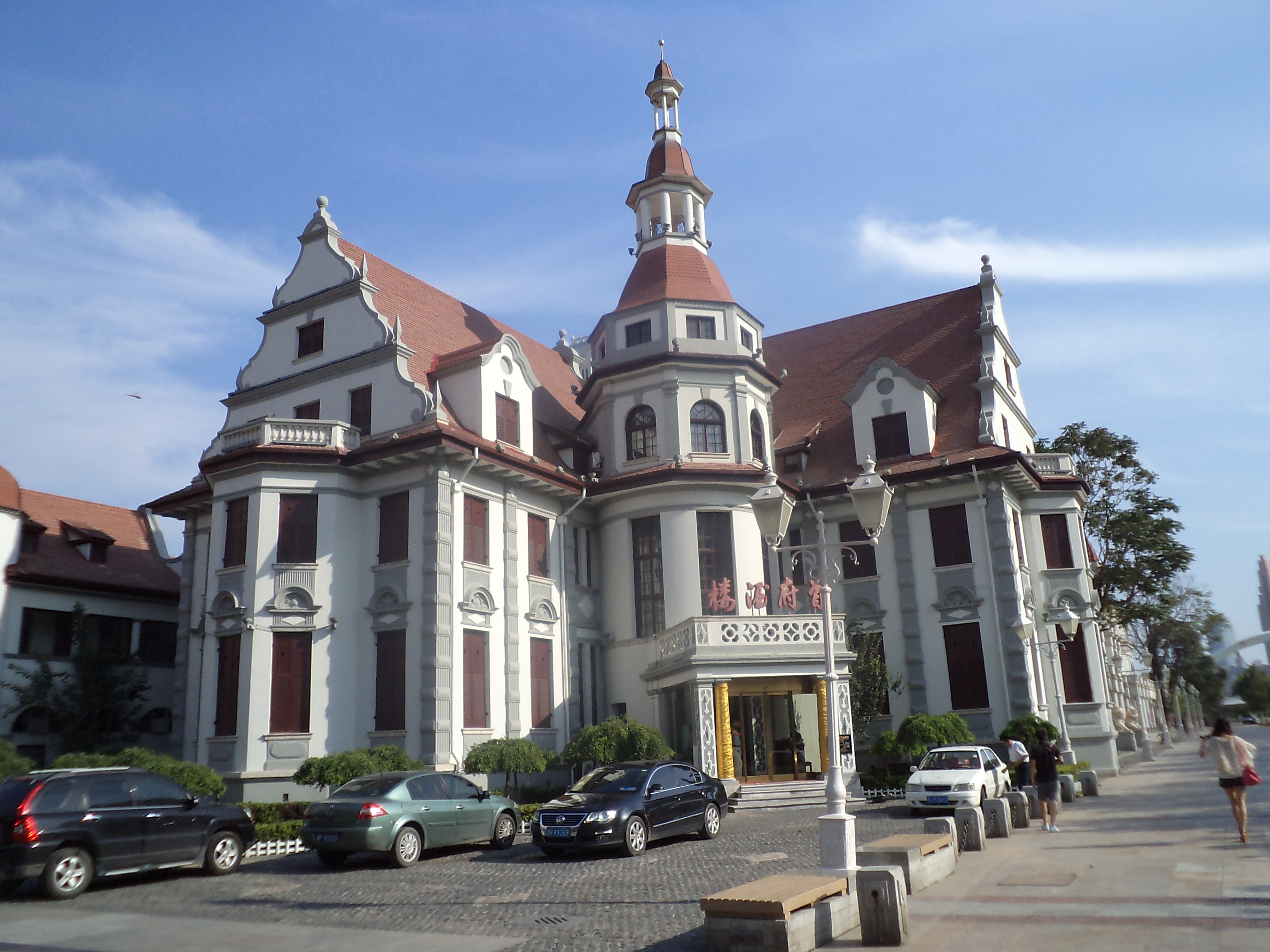
Особняк Юаня в Австро-Угорській концесії був побудований у 1918 році. Але Юань Ши-кай тут ніколи не жив.

Австро-Угорщина брала участь у Альянсі восьми націй з 1899—1901 рр. Цей великий союз був створений для стримування Боксерського повстання в Китаї . Австро-Угорський флот надав допомогу у придушенні повстання. Однак Австро-Угорщина надіслала найменшу силу від будь-якого члена альянсу. Було відправлено лише чотири крейсера та 296 морських піхотинців.
Тим не менш, 27 грудня 1902 р. Австрія отримала концесійну зону в Тяньцзіні як частину винагороди за свій внесок в Альянс. Австрійська концесійна зона становила 150 акрів (0,61 км2) по площі; який був трохи більший за італійський, але менший за Бельгійську зону. Самостійна концесія мала власну в'язницю, школу, казарму та лікарню. Тут також знаходилося австро-угорське консульство, і його громадяни перебували під владою Австрії, а не китайців.
Концесія мала невеликий гарнізон, і Австро-Угорщина виявилася не в змозі зберегти контроль над своєю колонією під час Великої війни . Зона концесії була швидко окупована після оголошення Китаєм війни Центральним державам . 14 серпня 1917 року договір оренди був припинений (разом із договором великої німецької концесії в тому ж місті).
10 вересня 1919 року Австрія відмовилася від усіх претензій на Тяньцзінь. Угорщина також визнала подібне в 1920 році. Однак, незважаючи на порівняно короткий термін існування (15 років), австрійці залишили свій слід у цій частині міста, як це видно на прикладі австрійської архітектури, яка все ще збереглася у місті.

### Список консулів
- Карл Бернауер: 1901—1908
- Ервін Ріттер фон Зак : 1908 рік
- Мілош Кобр: 1908—1912
- Гюго Шумпетер: 1913—1917

## Дивитися також
- Австро-Угорщина
- Монархія Габсбургів
- Австрійська імперія
- Німецька колоніальна імперія
- Німецькі колоніальні проекти до 1871 року
- Список колишніх німецьких колоній

## Подальше читання
- Зауер, Вальтер. '' Колоніальна політика Габсбургів: новий погляд на роль Австро-Угорщини у європейській експансії за кордоном. " Австрійські студії (2012) 20: 5-23 ОНЛАЙН [Архівовано 5 серпня 2021 у Wayback Machine.]